# Piper saxicola
Piper saxicola är en pepparväxtart som beskrevs av C. Dc.. Piper saxicola ingår i släktet Piper och familjen pepparväxter. Inga underarter finns listade i Catalogue of Life.